# فهرست قنات‌های شهرستان ماهنشان
جدول زیر بر اساس آمار وزارت جهاد کشاورزی تهیه شده‌است. فهرست زیر قنات‌های شهرستان ماهنشان در استان زنجان را نشان می‌دهد.
| نام قنات  | موقعیت                          | نزدیک‌ترین روستا | طول قنات (متر) | تعداد میله چاه | عمق مادر چاه | دبی (لیتر بر ثانیه) | سطح زیر کشت (هکتار) |
| --------- | ------------------------------- | --------------- | -------------- | -------------- | ------------ | ------------------- | ------------------- |
| باش کهریز | بخشی نامعلوم در شهرستان ماهنشان | اوغلبیک         | ۱۹۳            | ۰              | ۱۴           | ۴                   | ۰                   |
| کندکهریزی | بخشی نامعلوم در شهرستان ماهنشان | تقی کندی        | ۱۵۰            | ۰              | ۶            | ۳                   | ۰                   |
| کندکهریزی | بخشی نامعلوم در شهرستان ماهنشان | قره قان علیا    | ۱۳۰            | ۰              | ۵            | ۲                   | ۰                   |
| کندکهریزی | بخشی نامعلوم در شهرستان ماهنشان | قره قان علیا    | ۱۲۵            | ۰              | ۴٫۵          | ۲٫۵                 | ۰                   |
| کندکهریزی | بخشی نامعلوم در شهرستان ماهنشان | قره گول         | ۲۱۰            | ۰              | ۸            | ۲                   | ۰                   |
| کندکهریزی | بخشی نامعلوم در شهرستان ماهنشان | قاسم‌آباد        | ۱۴۰            | ۰              | ۶            | ۲٫۵                 | ۰                   |
| کندکهریزی | بخشی نامعلوم در شهرستان ماهنشان | زنگین           | ۱۸۰            | ۰              | ۶            | ۲٫۵                 | ۰                   |
| کندکهریزی | بخشی نامعلوم در شهرستان ماهنشان | حاج عینک        | ۹۰             | ۰              | ۶            | ۲                   | ۰                   |
| کندکهریزی | بخشی نامعلوم در شهرستان ماهنشان | یوسف‌آباد        | ۱۱۰            | ۰              | ۵٫۵          | ۲٫۵                 | ۰                   |
| کندکهریزی | بخشی نامعلوم در شهرستان ماهنشان | دوزکند          | ۱۲۰            | ۰              | ۶٫۵          | ۲٫۵                 | ۰                   |
| کندکهریزی | بخشی نامعلوم در شهرستان ماهنشان | قره قشلاق       | ۱۴۰            | ۰              | ۷            | ۲٫۵                 | ۰                   |
| کندکهریزی | بخشی نامعلوم در شهرستان ماهنشان | بوشا            | ۲۲۰            | ۰              | ۹            | ۳                   | ۰                   |
| کندکهریزی | بخشی نامعلوم در شهرستان ماهنشان | اربط            | ۱۵۰            | ۰              | ۶            | ۲٫۵                 | ۰                   |
| کندکهریزی | بخشی نامعلوم در شهرستان ماهنشان | امیرآباد        | ۷۵             | ۰              | ۵            | ۱٫۵                 | ۰                   |
| کندکهریزی | بخشی نامعلوم در شهرستان ماهنشان | امیرآباد        | ۷۰             | ۰              | ۶            | ۲                   | ۰                   |
| کندکهریزی | بخشی نامعلوم در شهرستان ماهنشان | طومارخانلو      | ۱۲۰            | ۰              | ۵            | ۲٫۵                 | ۰                   |
| کندکهریزی | بخشی نامعلوم در شهرستان ماهنشان | اوزج            | ۱۷۰            | ۰              | ۵٫۵          | ۳                   | ۰                   |
| کندکهریزی | بخشی نامعلوم در شهرستان ماهنشان | چای کند         | ۱۲۰            | ۰              | ۶            | ۳                   | ۰                   |
| کندکهریزی | بخشی نامعلوم در شهرستان ماهنشان | مهرآباد         | ۲۰۰            | ۰              | ۷            | ۲                   | ۰                   |
| کندکهریزی | بخشی نامعلوم در شهرستان ماهنشان | اقبلاغ حسن خان  | ۷۰             | ۰              | ۴            | ۲٫۵                 | ۰                   |
| کندکهریزی | بخشی نامعلوم در شهرستان ماهنشان | ملک باغی        | ۱۷۰            | ۰              | ۸            | ۴                   | ۰                   |
| کندکهریزی | بخشی نامعلوم در شهرستان ماهنشان | مینام           | ۱۵۰            | ۰              | ۶٫۵          | ۲٫۵                 | ۰                   |
| کندکهریزی | بخشی نامعلوم در شهرستان ماهنشان | وییر            | ۱۱۰            | ۰              | ۴٫۵          | ۲                   | ۰                   |
| کهریز     | بخشی نامعلوم در شهرستان ماهنشان | همزه خان        | ۱۲۰            | ۰              | ۷            | ۳                   | ۰                   |
| کهریز     | بخشی نامعلوم در شهرستان ماهنشان | قره گل          | ۹۰             | ۰              | ۶            | ۲                   | ۰                   |
| کهریز     | بخشی نامعلوم در شهرستان ماهنشان | قره گل          | ۱۰۰            | ۰              | ۴            | ۲٫۵                 | ۰                   |
| کهریز     | بخشی نامعلوم در شهرستان ماهنشان | قلعه چوق        | ۱۲۰            | ۰              | ۶            | ۳                   | ۰                   |
| کهریز     | بخشی نامعلوم در شهرستان ماهنشان | کهریزبیک        | ۱۴۰            | ۰              | ۷            | ۴                   | ۰                   |
| کهریز     | بخشی نامعلوم در شهرستان ماهنشان | کپز             | ۹۰             | ۰              | ۴            | ۲                   | ۰                   |
| کهریز     | بخشی نامعلوم در شهرستان ماهنشان | سونتو           | ۱۳۰            | ۰              | ۵            | ۲                   | ۰                   |
| کهریز     | بخشی نامعلوم در شهرستان ماهنشان | سوچ تاش         | ۳۰۰            | ۰              | ۸            | ۳                   | ۰                   |
| کهریز     | بخشی نامعلوم در شهرستان ماهنشان | سهند سفلی       | ۹۵             | ۰              | ۶            | ۲                   | ۰                   |
| کهریز     | بخشی نامعلوم در شهرستان ماهنشان | اندآباد علیا    | ۱۳۰            | ۰              | ۶            | ۲                   | ۰                   |
| کهریز     | بخشی نامعلوم در شهرستان ماهنشان | حبش             | ۱۴۰            | ۰              | ۵٫۵          | ۲٫۵                 | ۰                   |
| کهریز     | بخشی نامعلوم در شهرستان ماهنشان | دندی            | ۱۳۰            | ۰              | ۷            | ۳                   | ۰                   |
| کهریز     | بخشی نامعلوم در شهرستان ماهنشان | خلج             | ۱۵۰            | ۰              | ۵            | ۲                   | ۰                   |
| کهریز     | بخشی نامعلوم در شهرستان ماهنشان | میرجان          | ۱۵۰            | ۰              | ۴            | ۳                   | ۰                   |
| کهریز     | بخشی نامعلوم در شهرستان ماهنشان | لرده شور        | ۱۲۰            | ۰              | ۷            | ۳                   | ۰                   |
| کهریز     | بخشی نامعلوم در شهرستان ماهنشان | نصیرآباد        | ۱۱۰            | ۰              | ۴٫۵          | ۲٫۵                 | ۰                   |
| کهریز     | بخشی نامعلوم در شهرستان ماهنشان | نصیرآباد        | ۱۲۰            | ۰              | ۵            | ۱٫۵                 | ۰                   |
| کهریز     | بخشی نامعلوم در شهرستان ماهنشان | بلندپرچین       | ۸۰             | ۰              | ۶            | ۳                   | ۰                   |
| کهریز     | بخشی نامعلوم در شهرستان ماهنشان | ایالو           | ۱۸۰            | ۰              | ۶            | ۱۵                  | ۰                   |
| کهریز     | بخشی نامعلوم در شهرستان ماهنشان | ایلی بلاغ       | ۲۰۰            | ۰              | ۸            | ۲                   | ۰                   |
| کهریز     | بخشی نامعلوم در شهرستان ماهنشان | سوچ تاش         | ۲۴۰            | ۰              | ۸            | ۲٫۵                 | ۰                   |
| کهریز     | بخشی نامعلوم در شهرستان ماهنشان | چهارطاق         | ۱۲۰            | ۰              | ۵            | ۳                   | ۰                   |